# Ludwik Michalski (powstaniec)
Ludwik Michalski, właściwie Ludwik Matyasek (ur. 25 sierpnia 1836 w Krakowie, zm. 26 lipca 1888 w Hilfikon, w Szwajcarii) – polsko-szwajcarski inżynier i przedsiębiorca, uczestnik powstania styczniowego, działacz emigracji polskiej w Szwajcarii, współzałożyciel Ligi Polskiej.

## Życiorys
Uczył się w krakowskich szkołach średnich, ale wcześnie osierocony nie zdołał ich ukończyć. Pracował jako robotnik a następnie urzędnik w fabryce maszyn rolniczych Zieleniewskiego. W 1858 został wcielony do armii austriackiej, gdzie wziął udział w wojnie francusko-austriackiej 1859. Następnie już jako feldfebel służył w garnizonie na Spiszu.
W październiku 1863 zdezerterował z armii i z paszportem na nazwisko Ludwika Michalskiego przeszedł granicę Królestwa Polskiego. Po przyłączeniu się do powstania styczniowego walczył jako porucznik w oddziale Franciszka Kopernickiego. Jako dowódca oddziału 4 piotrkowskiego, używając pseudonimów. Błyskawica, Diabel, Piorun walczył w rejonie Łaz. Ostatecznie awansowany na majora w kwietniu 1864, po rozbiciu jego oddziału zbiegł za granicę do Szwajcarii gdzie  zamieszkał w Zurychu.
Tam dzięki pomocy J. Siemieńskiego oraz wsparciu przewodniczącego komitetu wspomagającego polskich powstańców styczniowych, Gottfrieda Kellera, ukończył w roku 1868 studia inżynierskie na Politechnice Federalnej (ETH) w Zurychu. Podczas studiów był współzałożycielem Zrzeszenia Studentów Polskich oraz Biblioteki Polskiej w Paryżu. Uzyskał w 1868 obywatelstwo szwajcarskie w gminie Stallikon w okręgu Affoltern kantonu zuryskiego. Dzięki pomocy swego przyjaciela, przedsiębiorcy szwajcarskiego wyjechał wraz z żoną na Sumatrę. Tam  Sułtan Deli zlecił mu organizację korpusu gwardii na wzór europejski. Przy tej okazji Michalski mógł, w spółce z Holendrami, założyć plantację tytoniu, którą nazwał „Polonia”. Interesy przeprowadzone na Sumatrze sprawiły, iż stał się zamożnym człowiekiem. Na części terenu plantacji Michalskiego funkcjonowało jedno z największych indonezyjskich lotnisk „Polonia International Airport”, od 2013 pełniące funkcje wyłącznie wojskowe, jako "Baza Sił Powietrznych Indonezji Soewondo". 
W roku 1875 powrócił do Szwajcarii, zamieszkał początkowo w Zurychu, potem nabył za 70 tysięcy franków zamek Hilfikon, w kantonie Aargau. Tu m.in. był członkiem rady gminnej i szkolnej oraz uczestniczył w pracach lokalnych szwajcarskich towarzystw. Udzielał się także w życiu miejscowej Polonii, w związku z czym wkrótce został  prezesem Zjednoczenia Towarzystw Polskich w Szwajcarii. W tym charakterze działał na rzecz uzdrowienia stosunków w Muzeum  Raperswilskim które popadło wówczas w kłopoty finansowe. Od 1886  współdziałał politycznie z Zygmuntem Miłkowskim, najpierw finansując druk jego broszury "Rzecz o obronie czynnej i skarbie narodowym". W należącym do niego zamku Hilfikon odbyło się zebranie założycielskie Ligi Polskiej  Współzałożyciel Ligi Polskiej a następnie członek jej pierwszej Centralizacji (1887-1888).
Finansował redagowane przez Miłkowskiego w Genewie „Wolne Polskie Słowo”. W ostatnich latach chorując na gruźlicę leczył się bezskutecznie w uzdrowiskach w Montreux i San Remo. Pochowany został na cmentarzu wiejskim w Wohlen.
W swoim testamencie zapisał ponad 100 000 franków na różne cele społeczne, w tym 30 000 na Skarb Narodowy.

## Rodzina
Urodził się w rodzinie nauczycielskiej, był synem nauczyciela krakowskiej szkoły technicznej Michala Matyaska i Julii z Godereckich. Żonaty był dwukrotnie ze Szwajcarkami: 1) Anną Brekker (zm. 1869) 2) Anną Hottinger, z którą miał dwie córki i dwóch synów, nie czujących jednak związku z Polską.